# Eros (álbum)
Eros suponía ser el sexto álbum de estudio de la banda americana de metal alternativo Deftones, cuyo lanzamiento estaba previsto para principios de 2009, luego fue retrasado a octubre de 2009 debido a que el bajista Chi Cheng estaba en coma. [1] El exbajista de Quicksand Sergio Vega, que ya había ocupado el puesto de Cheng en 1999, vuelve a ser temporalmente su sustituto para actuaciones en directo y en estudio., pero en junio de 2009 la banda anunció en su sitio web oficial que el álbum será retrasado indefinidamente, según declararon que "... mientras terminábamos Eros, nos dimos cuenta que este álbum no representa lo que somos actualmente como personas y músicos. Y aunque estas canciones verán la luz algún día, colectivamente decidimos que debemos tomar una nueva perspectiva, y con la condición de Chi en nuestras mentes mientras lo hacemos. Necesitábamos regresar al estudio para hacer lo que sentimos está bien artísticamente". También declararon que el retraso de Eros no tenía nada que ver con la condición de Chi, y que fue una decisión unánime de la banda.